# Karen Karapetjan (Politiker, 1963)

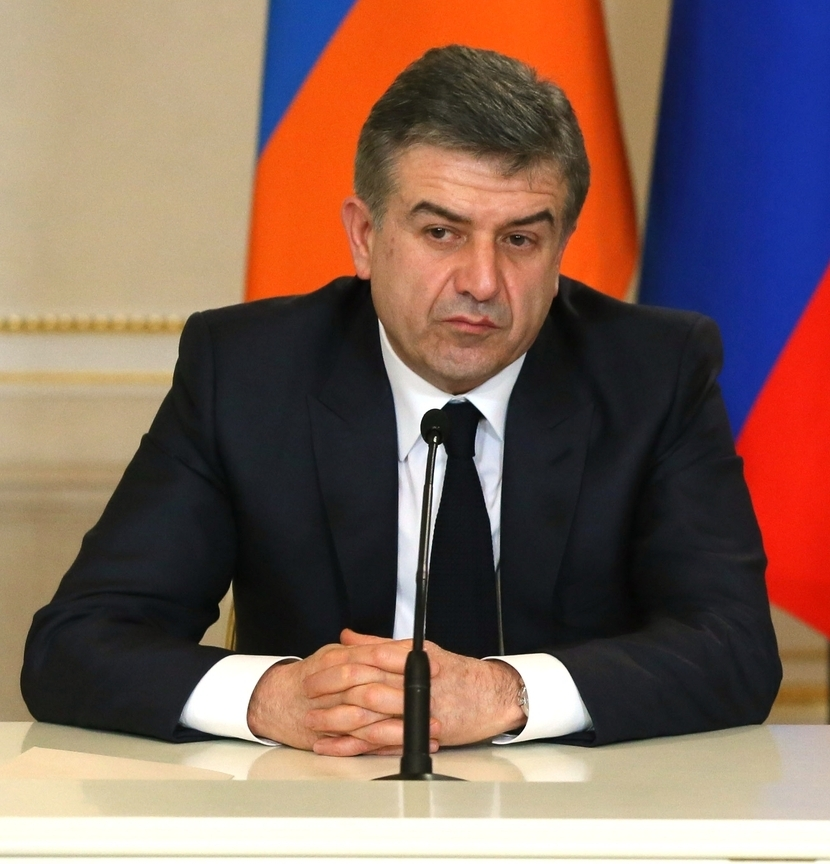
Karen Karapetjan, 2017

Karen Wilhelmi Karapetjan (armenisch Կարեն Վիլհելմի Կարապետյան, englisch Karen Karapetyan; * 14. August 1963 in Stepanakert, Autonome Oblast Bergkarabach, Aserbaidschanische SSR, Sowjetunion) ist ein armenischer Politiker (parteilos, bis 2018 Republikanische Partei), der vom 13. September 2016 bis 17. April 2018 Premierminister der Republik Armenien war. Zuvor war er von 2010 bis 2011 Bürgermeister der Hauptstadt Jerewan.
Nach dem Rücktritt von Ministerpräsident Sersch Sargsjan am 23. April 2018 war Karapetjan bis zum 8. Mai kommissarischer Premierminister.

## Biographie
Karapetjan hat an der Staatlichen Universität Jerewan „Angewandte Mathematik“ studiert und diese 1985 mit Auszeichnung absolviert. 1989 verteidigte er seine Dissertation in Wirtschaftswissenschaften. 2010 erlangte der künftige Premierminister seinen Doktorgrad in diesem Fachbereich.
Zwischen 1998 und 2001 war Karapetjan als Generaldirektor der geschlossenen Aktiengesellschaft „Armenergo“ tätig. 2001 wurde er auf Vorschlag des damaligen Präsidenten Robert Kotscharjan zum Vorstandsvorsitzenden des gemeinsamen russisch-armenischen Unternehmens „Armrosgasprom“ befördert.
Nachdem Karapetjan am 13. September 2016 zum Premierminister Armeniens ernannt wurde, trat er am 24. November 2016 der regierenden Republikanischen Partei bei. Nach der Samtenen Revolution in Armenien 2018, welche den Rücktritt der Regierung der Republikaner herbeiführte und nach der dramatischen Wahlniederlage bei den anschließenden vorgezogenen Parlamentswahlen, in welcher die Partei alle Parlamentsmandate verlor, erklärte Karapetjan im Dezember 2018 seinen Austritt aus der Partei. Bereits im Juni war er vom Posten des Ersten Vize-Parteivorsitzenden zurückgetreten.

## Bürgermeister
Am 17. Dezember 2010 wählte der Ältestenrat der Stadt Jerewan Karapetjan zum neuen Bürgermeister. Wenige Wochen nach seinem Amtseintritt, im Januar 2011, verlangte Karapetjan von allen Mitarbeitern der Stadtverwaltung, Englisch zu lernen. Gerade bei älteren Angestellten stieß sein Vorstoß auf Widerstand. Diese glaubten, der neue Bürgermeister strebe auf diese Weise einen radikalen Kaderwechsel an, um sie loszuwerden.
Ende Januar 2011 unterzeichnete Karapetjan ein Gesetz, wonach der Straßenhandel im Zentrum Jerewans verboten werden sollte. Daraufhin kam es zu einer Protestaktion der Betroffenen vor dem Gebäude der Stadtverwaltung, indem diese u. a. den Rücktritt des Bürgermeisters forderten.